# 森山としはる
森山 としはる（もりやま-）は、日本の作詞家である。

## 人物・来歴
1964年（昭和39年）、中尾渉のシングル『初恋ながし』の作詞で作詞家としてデビュー、同曲は、同年9月8日、東京・日比谷の日比谷公会堂での第15回「コロムビア全国歌謡コンクール」全国決勝大会に、当時16歳だった五木ひろしが埼玉県代表として出場、優勝したときに歌った曲である。翌年五木は「松山まさる」名義でデビューするが、森山は、五木に楽曲提供くすることはなかった。また、同年8月20日、おなじ日本コロムビアで、前年の第14回「コロムビア全国歌謡コンクール」で優勝し、デビューした都はるみのセカンドシングル『てれちゃう渡り鳥』のAB両面の作詞を手がけた。
作曲家とは、市川昭介、彩木雅夫、平田満らと組んだ。
1974年（昭和49年）8月、原みつるとシャネル・ファイブ『くやし泣き』以降の作詞作品が、JASRACでも確認できず、それ以降、現在までの活動については不明である。

## おもなディスコグラフィ

### シングル
- 中尾渉『初恋ながし』 （作曲内藤貞夫、日本コロムビア）
- 都はるみ『てれちゃう渡り鳥』 / 『純情なんよ』 （作曲編曲市川昭介、1964年8月20日、日本コロムビア）
- 三条魔子『恋やつれ』 / 『シルバーフィズの夢』 （作曲・作曲山路進一、1968年8月、大映レコード）
- 若原一郎『飛んでけ飛んでけ』 （作曲吉田矢健治、1969年1月、キングレコード）
- 佐々木新一『花っ娘嫁ッこ』 （作曲林伊佐緒、1969年8月、キングレコード）
- 小室勝子『夜の伊東で』 （作曲南条健、1969年9月、大映レコード）
- 三橋美智也『涙そこどけ演歌が通る』 （作曲川上英一、1971年1月、キングレコード） - 『さけ・うた・おんな』のB面
- 来栖杏奈『刺青志願（いれずみしがん）』 （作曲水城一狼、1972年11月10日、キングレコード）
- 都はるみ『新宿ながれ唄』（作曲彩木雅夫、編曲小谷充、1973年7月10日、日本コロムビア）
- 殿さまキングス『無情の雨』 （作曲彩木雅夫、1973年、ビクター音楽産業） - 『北の宿』のB面
- 原みつるとシャネル・ファイブ『ハッキリ小唄』 （作詞・作曲平田満、補詞、1973年、キングレコード） / 『すすきの情話』　(作曲平田満）
- 葉子とクリケット『涙のしずく』 （作曲彩木雅夫、1974年1月、テイチクレコード） - 『港灯り』のB面
- 原みつるとシャネル・ファイブ『くやし泣き』 （作曲平田満、1974年8月、キングレコード）
- 平川幸夫『泣きべそころりん』(作曲川上英一、1970年8月、キングレコード)

## 関連事項
- 都はるみ
- 原みつるとシャネル・ファイブ
- 彩木雅夫

## 註
1. ↑  JASRAC公式サイト内の作品データベース検索結果の記述を参照。